# Gérard Ifert
Gérard Roger Ifert, né le 28 septembre 1929 à Bâle et mort le 29 janvier 2020 dans le 15e arrondissement de Paris, est un graphiste, photographe, dessinateur et illustrateur suisse. 

## Biographie
Formé à l'école de design de Bâle, Ifert mène à partir de 1949 une carrière de graphiste et concepteur d'expositions. Il réalisera notamment des communications pour le Plan Marshall, pour l'entreprise de chimie Geigy, pour le Centre culturel américain de Paris et pour l'exposition nationale suisse de 1964 à Lausanne.

## Chronologie
- 1945-1949 : formation à l'école de design de Bâle, dans la classe d'Armin Hofmann[3].
- 1949 : après ses études, Ifert se rend à Paris. Il travaille de 1950 à 1952 dans une équipe créant des expositions pour le European Recovery Program du Plan Marshall.
- 1952 : Ifert retourne à Bâle, où il travaille pour Geigy, concevant des supports promotionnels.
- 1955-1956 : De retour à Paris, Ifert réalise des projets photographiques personnels.
- 1956-1960 : conception d'expositions pour le Centre culturel américain à Paris.
- 1962-1963 : conception d'exposition pour le Stedelijk Museum Amsterdam. Travail pour l'Expo 64 à Lausanne.
- 1985-1995 : enseignement à l'École supérieure d’arts graphiques Pennighen.